# Olszewko (powiat kartuski)
Olszewko (dodatkowa nazwa w j. kaszub. Òlszéwkò) – kolonia w Polsce, w województwie pomorskim, w powiecie kartuskim, w gminie Sierakowice.
Miejscowość leży na Pojezierzu Kaszubskim. Wchodzi w skład sołectwa Załakowo.
Do 2023 miejscowość była częścią wsi Załakowo.
W latach 1975–1998 Olszewko administracyjnie należało do województwa gdańskiego.